# Parany de Monticelli
|   | a | b | c | d | e | f | g | h |   |
| 8 | a8 negres torre · b8 negres cavall · d8 negres dama · f8 negres torre · g8 negres rei · a7 negres peó · b7 negres alfil · c7 negres peó · d7 negres peó · f7 negres peó · g7 negres peó · h7 negres peó · b6 negres peó · e6 negres peó · g5 blanques cavall · c4 blanques peó · d4 blanques peó · c3 negres cavall · g3 blanques peó · a2 blanques peó · b2 blanques peó · c2 blanques dama · e2 blanques peó · f2 blanques peó · g2 blanques alfil · h2 blanques peó · a1 blanques torre · e1 blanques rei · h1 blanques torre | a8 negres torre · b8 negres cavall · d8 negres dama · f8 negres torre · g8 negres rei · a7 negres peó · b7 negres alfil · c7 negres peó · d7 negres peó · f7 negres peó · g7 negres peó · h7 negres peó · b6 negres peó · e6 negres peó · g5 blanques cavall · c4 blanques peó · d4 blanques peó · c3 negres cavall · g3 blanques peó · a2 blanques peó · b2 blanques peó · c2 blanques dama · e2 blanques peó · f2 blanques peó · g2 blanques alfil · h2 blanques peó · a1 blanques torre · e1 blanques rei · h1 blanques torre | a8 negres torre · b8 negres cavall · d8 negres dama · f8 negres torre · g8 negres rei · a7 negres peó · b7 negres alfil · c7 negres peó · d7 negres peó · f7 negres peó · g7 negres peó · h7 negres peó · b6 negres peó · e6 negres peó · g5 blanques cavall · c4 blanques peó · d4 blanques peó · c3 negres cavall · g3 blanques peó · a2 blanques peó · b2 blanques peó · c2 blanques dama · e2 blanques peó · f2 blanques peó · g2 blanques alfil · h2 blanques peó · a1 blanques torre · e1 blanques rei · h1 blanques torre | a8 negres torre · b8 negres cavall · d8 negres dama · f8 negres torre · g8 negres rei · a7 negres peó · b7 negres alfil · c7 negres peó · d7 negres peó · f7 negres peó · g7 negres peó · h7 negres peó · b6 negres peó · e6 negres peó · g5 blanques cavall · c4 blanques peó · d4 blanques peó · c3 negres cavall · g3 blanques peó · a2 blanques peó · b2 blanques peó · c2 blanques dama · e2 blanques peó · f2 blanques peó · g2 blanques alfil · h2 blanques peó · a1 blanques torre · e1 blanques rei · h1 blanques torre | a8 negres torre · b8 negres cavall · d8 negres dama · f8 negres torre · g8 negres rei · a7 negres peó · b7 negres alfil · c7 negres peó · d7 negres peó · f7 negres peó · g7 negres peó · h7 negres peó · b6 negres peó · e6 negres peó · g5 blanques cavall · c4 blanques peó · d4 blanques peó · c3 negres cavall · g3 blanques peó · a2 blanques peó · b2 blanques peó · c2 blanques dama · e2 blanques peó · f2 blanques peó · g2 blanques alfil · h2 blanques peó · a1 blanques torre · e1 blanques rei · h1 blanques torre | a8 negres torre · b8 negres cavall · d8 negres dama · f8 negres torre · g8 negres rei · a7 negres peó · b7 negres alfil · c7 negres peó · d7 negres peó · f7 negres peó · g7 negres peó · h7 negres peó · b6 negres peó · e6 negres peó · g5 blanques cavall · c4 blanques peó · d4 blanques peó · c3 negres cavall · g3 blanques peó · a2 blanques peó · b2 blanques peó · c2 blanques dama · e2 blanques peó · f2 blanques peó · g2 blanques alfil · h2 blanques peó · a1 blanques torre · e1 blanques rei · h1 blanques torre | a8 negres torre · b8 negres cavall · d8 negres dama · f8 negres torre · g8 negres rei · a7 negres peó · b7 negres alfil · c7 negres peó · d7 negres peó · f7 negres peó · g7 negres peó · h7 negres peó · b6 negres peó · e6 negres peó · g5 blanques cavall · c4 blanques peó · d4 blanques peó · c3 negres cavall · g3 blanques peó · a2 blanques peó · b2 blanques peó · c2 blanques dama · e2 blanques peó · f2 blanques peó · g2 blanques alfil · h2 blanques peó · a1 blanques torre · e1 blanques rei · h1 blanques torre | a8 negres torre · b8 negres cavall · d8 negres dama · f8 negres torre · g8 negres rei · a7 negres peó · b7 negres alfil · c7 negres peó · d7 negres peó · f7 negres peó · g7 negres peó · h7 negres peó · b6 negres peó · e6 negres peó · g5 blanques cavall · c4 blanques peó · d4 blanques peó · c3 negres cavall · g3 blanques peó · a2 blanques peó · b2 blanques peó · c2 blanques dama · e2 blanques peó · f2 blanques peó · g2 blanques alfil · h2 blanques peó · a1 blanques torre · e1 blanques rei · h1 blanques torre | 8 |
| 7 | a8 negres torre · b8 negres cavall · d8 negres dama · f8 negres torre · g8 negres rei · a7 negres peó · b7 negres alfil · c7 negres peó · d7 negres peó · f7 negres peó · g7 negres peó · h7 negres peó · b6 negres peó · e6 negres peó · g5 blanques cavall · c4 blanques peó · d4 blanques peó · c3 negres cavall · g3 blanques peó · a2 blanques peó · b2 blanques peó · c2 blanques dama · e2 blanques peó · f2 blanques peó · g2 blanques alfil · h2 blanques peó · a1 blanques torre · e1 blanques rei · h1 blanques torre | a8 negres torre · b8 negres cavall · d8 negres dama · f8 negres torre · g8 negres rei · a7 negres peó · b7 negres alfil · c7 negres peó · d7 negres peó · f7 negres peó · g7 negres peó · h7 negres peó · b6 negres peó · e6 negres peó · g5 blanques cavall · c4 blanques peó · d4 blanques peó · c3 negres cavall · g3 blanques peó · a2 blanques peó · b2 blanques peó · c2 blanques dama · e2 blanques peó · f2 blanques peó · g2 blanques alfil · h2 blanques peó · a1 blanques torre · e1 blanques rei · h1 blanques torre | a8 negres torre · b8 negres cavall · d8 negres dama · f8 negres torre · g8 negres rei · a7 negres peó · b7 negres alfil · c7 negres peó · d7 negres peó · f7 negres peó · g7 negres peó · h7 negres peó · b6 negres peó · e6 negres peó · g5 blanques cavall · c4 blanques peó · d4 blanques peó · c3 negres cavall · g3 blanques peó · a2 blanques peó · b2 blanques peó · c2 blanques dama · e2 blanques peó · f2 blanques peó · g2 blanques alfil · h2 blanques peó · a1 blanques torre · e1 blanques rei · h1 blanques torre | a8 negres torre · b8 negres cavall · d8 negres dama · f8 negres torre · g8 negres rei · a7 negres peó · b7 negres alfil · c7 negres peó · d7 negres peó · f7 negres peó · g7 negres peó · h7 negres peó · b6 negres peó · e6 negres peó · g5 blanques cavall · c4 blanques peó · d4 blanques peó · c3 negres cavall · g3 blanques peó · a2 blanques peó · b2 blanques peó · c2 blanques dama · e2 blanques peó · f2 blanques peó · g2 blanques alfil · h2 blanques peó · a1 blanques torre · e1 blanques rei · h1 blanques torre | a8 negres torre · b8 negres cavall · d8 negres dama · f8 negres torre · g8 negres rei · a7 negres peó · b7 negres alfil · c7 negres peó · d7 negres peó · f7 negres peó · g7 negres peó · h7 negres peó · b6 negres peó · e6 negres peó · g5 blanques cavall · c4 blanques peó · d4 blanques peó · c3 negres cavall · g3 blanques peó · a2 blanques peó · b2 blanques peó · c2 blanques dama · e2 blanques peó · f2 blanques peó · g2 blanques alfil · h2 blanques peó · a1 blanques torre · e1 blanques rei · h1 blanques torre | a8 negres torre · b8 negres cavall · d8 negres dama · f8 negres torre · g8 negres rei · a7 negres peó · b7 negres alfil · c7 negres peó · d7 negres peó · f7 negres peó · g7 negres peó · h7 negres peó · b6 negres peó · e6 negres peó · g5 blanques cavall · c4 blanques peó · d4 blanques peó · c3 negres cavall · g3 blanques peó · a2 blanques peó · b2 blanques peó · c2 blanques dama · e2 blanques peó · f2 blanques peó · g2 blanques alfil · h2 blanques peó · a1 blanques torre · e1 blanques rei · h1 blanques torre | a8 negres torre · b8 negres cavall · d8 negres dama · f8 negres torre · g8 negres rei · a7 negres peó · b7 negres alfil · c7 negres peó · d7 negres peó · f7 negres peó · g7 negres peó · h7 negres peó · b6 negres peó · e6 negres peó · g5 blanques cavall · c4 blanques peó · d4 blanques peó · c3 negres cavall · g3 blanques peó · a2 blanques peó · b2 blanques peó · c2 blanques dama · e2 blanques peó · f2 blanques peó · g2 blanques alfil · h2 blanques peó · a1 blanques torre · e1 blanques rei · h1 blanques torre | a8 negres torre · b8 negres cavall · d8 negres dama · f8 negres torre · g8 negres rei · a7 negres peó · b7 negres alfil · c7 negres peó · d7 negres peó · f7 negres peó · g7 negres peó · h7 negres peó · b6 negres peó · e6 negres peó · g5 blanques cavall · c4 blanques peó · d4 blanques peó · c3 negres cavall · g3 blanques peó · a2 blanques peó · b2 blanques peó · c2 blanques dama · e2 blanques peó · f2 blanques peó · g2 blanques alfil · h2 blanques peó · a1 blanques torre · e1 blanques rei · h1 blanques torre | 7 |
| 6 | a8 negres torre · b8 negres cavall · d8 negres dama · f8 negres torre · g8 negres rei · a7 negres peó · b7 negres alfil · c7 negres peó · d7 negres peó · f7 negres peó · g7 negres peó · h7 negres peó · b6 negres peó · e6 negres peó · g5 blanques cavall · c4 blanques peó · d4 blanques peó · c3 negres cavall · g3 blanques peó · a2 blanques peó · b2 blanques peó · c2 blanques dama · e2 blanques peó · f2 blanques peó · g2 blanques alfil · h2 blanques peó · a1 blanques torre · e1 blanques rei · h1 blanques torre | a8 negres torre · b8 negres cavall · d8 negres dama · f8 negres torre · g8 negres rei · a7 negres peó · b7 negres alfil · c7 negres peó · d7 negres peó · f7 negres peó · g7 negres peó · h7 negres peó · b6 negres peó · e6 negres peó · g5 blanques cavall · c4 blanques peó · d4 blanques peó · c3 negres cavall · g3 blanques peó · a2 blanques peó · b2 blanques peó · c2 blanques dama · e2 blanques peó · f2 blanques peó · g2 blanques alfil · h2 blanques peó · a1 blanques torre · e1 blanques rei · h1 blanques torre | a8 negres torre · b8 negres cavall · d8 negres dama · f8 negres torre · g8 negres rei · a7 negres peó · b7 negres alfil · c7 negres peó · d7 negres peó · f7 negres peó · g7 negres peó · h7 negres peó · b6 negres peó · e6 negres peó · g5 blanques cavall · c4 blanques peó · d4 blanques peó · c3 negres cavall · g3 blanques peó · a2 blanques peó · b2 blanques peó · c2 blanques dama · e2 blanques peó · f2 blanques peó · g2 blanques alfil · h2 blanques peó · a1 blanques torre · e1 blanques rei · h1 blanques torre | a8 negres torre · b8 negres cavall · d8 negres dama · f8 negres torre · g8 negres rei · a7 negres peó · b7 negres alfil · c7 negres peó · d7 negres peó · f7 negres peó · g7 negres peó · h7 negres peó · b6 negres peó · e6 negres peó · g5 blanques cavall · c4 blanques peó · d4 blanques peó · c3 negres cavall · g3 blanques peó · a2 blanques peó · b2 blanques peó · c2 blanques dama · e2 blanques peó · f2 blanques peó · g2 blanques alfil · h2 blanques peó · a1 blanques torre · e1 blanques rei · h1 blanques torre | a8 negres torre · b8 negres cavall · d8 negres dama · f8 negres torre · g8 negres rei · a7 negres peó · b7 negres alfil · c7 negres peó · d7 negres peó · f7 negres peó · g7 negres peó · h7 negres peó · b6 negres peó · e6 negres peó · g5 blanques cavall · c4 blanques peó · d4 blanques peó · c3 negres cavall · g3 blanques peó · a2 blanques peó · b2 blanques peó · c2 blanques dama · e2 blanques peó · f2 blanques peó · g2 blanques alfil · h2 blanques peó · a1 blanques torre · e1 blanques rei · h1 blanques torre | a8 negres torre · b8 negres cavall · d8 negres dama · f8 negres torre · g8 negres rei · a7 negres peó · b7 negres alfil · c7 negres peó · d7 negres peó · f7 negres peó · g7 negres peó · h7 negres peó · b6 negres peó · e6 negres peó · g5 blanques cavall · c4 blanques peó · d4 blanques peó · c3 negres cavall · g3 blanques peó · a2 blanques peó · b2 blanques peó · c2 blanques dama · e2 blanques peó · f2 blanques peó · g2 blanques alfil · h2 blanques peó · a1 blanques torre · e1 blanques rei · h1 blanques torre | a8 negres torre · b8 negres cavall · d8 negres dama · f8 negres torre · g8 negres rei · a7 negres peó · b7 negres alfil · c7 negres peó · d7 negres peó · f7 negres peó · g7 negres peó · h7 negres peó · b6 negres peó · e6 negres peó · g5 blanques cavall · c4 blanques peó · d4 blanques peó · c3 negres cavall · g3 blanques peó · a2 blanques peó · b2 blanques peó · c2 blanques dama · e2 blanques peó · f2 blanques peó · g2 blanques alfil · h2 blanques peó · a1 blanques torre · e1 blanques rei · h1 blanques torre | a8 negres torre · b8 negres cavall · d8 negres dama · f8 negres torre · g8 negres rei · a7 negres peó · b7 negres alfil · c7 negres peó · d7 negres peó · f7 negres peó · g7 negres peó · h7 negres peó · b6 negres peó · e6 negres peó · g5 blanques cavall · c4 blanques peó · d4 blanques peó · c3 negres cavall · g3 blanques peó · a2 blanques peó · b2 blanques peó · c2 blanques dama · e2 blanques peó · f2 blanques peó · g2 blanques alfil · h2 blanques peó · a1 blanques torre · e1 blanques rei · h1 blanques torre | 6 |
| 5 | a8 negres torre · b8 negres cavall · d8 negres dama · f8 negres torre · g8 negres rei · a7 negres peó · b7 negres alfil · c7 negres peó · d7 negres peó · f7 negres peó · g7 negres peó · h7 negres peó · b6 negres peó · e6 negres peó · g5 blanques cavall · c4 blanques peó · d4 blanques peó · c3 negres cavall · g3 blanques peó · a2 blanques peó · b2 blanques peó · c2 blanques dama · e2 blanques peó · f2 blanques peó · g2 blanques alfil · h2 blanques peó · a1 blanques torre · e1 blanques rei · h1 blanques torre | a8 negres torre · b8 negres cavall · d8 negres dama · f8 negres torre · g8 negres rei · a7 negres peó · b7 negres alfil · c7 negres peó · d7 negres peó · f7 negres peó · g7 negres peó · h7 negres peó · b6 negres peó · e6 negres peó · g5 blanques cavall · c4 blanques peó · d4 blanques peó · c3 negres cavall · g3 blanques peó · a2 blanques peó · b2 blanques peó · c2 blanques dama · e2 blanques peó · f2 blanques peó · g2 blanques alfil · h2 blanques peó · a1 blanques torre · e1 blanques rei · h1 blanques torre | a8 negres torre · b8 negres cavall · d8 negres dama · f8 negres torre · g8 negres rei · a7 negres peó · b7 negres alfil · c7 negres peó · d7 negres peó · f7 negres peó · g7 negres peó · h7 negres peó · b6 negres peó · e6 negres peó · g5 blanques cavall · c4 blanques peó · d4 blanques peó · c3 negres cavall · g3 blanques peó · a2 blanques peó · b2 blanques peó · c2 blanques dama · e2 blanques peó · f2 blanques peó · g2 blanques alfil · h2 blanques peó · a1 blanques torre · e1 blanques rei · h1 blanques torre | a8 negres torre · b8 negres cavall · d8 negres dama · f8 negres torre · g8 negres rei · a7 negres peó · b7 negres alfil · c7 negres peó · d7 negres peó · f7 negres peó · g7 negres peó · h7 negres peó · b6 negres peó · e6 negres peó · g5 blanques cavall · c4 blanques peó · d4 blanques peó · c3 negres cavall · g3 blanques peó · a2 blanques peó · b2 blanques peó · c2 blanques dama · e2 blanques peó · f2 blanques peó · g2 blanques alfil · h2 blanques peó · a1 blanques torre · e1 blanques rei · h1 blanques torre | a8 negres torre · b8 negres cavall · d8 negres dama · f8 negres torre · g8 negres rei · a7 negres peó · b7 negres alfil · c7 negres peó · d7 negres peó · f7 negres peó · g7 negres peó · h7 negres peó · b6 negres peó · e6 negres peó · g5 blanques cavall · c4 blanques peó · d4 blanques peó · c3 negres cavall · g3 blanques peó · a2 blanques peó · b2 blanques peó · c2 blanques dama · e2 blanques peó · f2 blanques peó · g2 blanques alfil · h2 blanques peó · a1 blanques torre · e1 blanques rei · h1 blanques torre | a8 negres torre · b8 negres cavall · d8 negres dama · f8 negres torre · g8 negres rei · a7 negres peó · b7 negres alfil · c7 negres peó · d7 negres peó · f7 negres peó · g7 negres peó · h7 negres peó · b6 negres peó · e6 negres peó · g5 blanques cavall · c4 blanques peó · d4 blanques peó · c3 negres cavall · g3 blanques peó · a2 blanques peó · b2 blanques peó · c2 blanques dama · e2 blanques peó · f2 blanques peó · g2 blanques alfil · h2 blanques peó · a1 blanques torre · e1 blanques rei · h1 blanques torre | a8 negres torre · b8 negres cavall · d8 negres dama · f8 negres torre · g8 negres rei · a7 negres peó · b7 negres alfil · c7 negres peó · d7 negres peó · f7 negres peó · g7 negres peó · h7 negres peó · b6 negres peó · e6 negres peó · g5 blanques cavall · c4 blanques peó · d4 blanques peó · c3 negres cavall · g3 blanques peó · a2 blanques peó · b2 blanques peó · c2 blanques dama · e2 blanques peó · f2 blanques peó · g2 blanques alfil · h2 blanques peó · a1 blanques torre · e1 blanques rei · h1 blanques torre | a8 negres torre · b8 negres cavall · d8 negres dama · f8 negres torre · g8 negres rei · a7 negres peó · b7 negres alfil · c7 negres peó · d7 negres peó · f7 negres peó · g7 negres peó · h7 negres peó · b6 negres peó · e6 negres peó · g5 blanques cavall · c4 blanques peó · d4 blanques peó · c3 negres cavall · g3 blanques peó · a2 blanques peó · b2 blanques peó · c2 blanques dama · e2 blanques peó · f2 blanques peó · g2 blanques alfil · h2 blanques peó · a1 blanques torre · e1 blanques rei · h1 blanques torre | 5 |
| 4 | a8 negres torre · b8 negres cavall · d8 negres dama · f8 negres torre · g8 negres rei · a7 negres peó · b7 negres alfil · c7 negres peó · d7 negres peó · f7 negres peó · g7 negres peó · h7 negres peó · b6 negres peó · e6 negres peó · g5 blanques cavall · c4 blanques peó · d4 blanques peó · c3 negres cavall · g3 blanques peó · a2 blanques peó · b2 blanques peó · c2 blanques dama · e2 blanques peó · f2 blanques peó · g2 blanques alfil · h2 blanques peó · a1 blanques torre · e1 blanques rei · h1 blanques torre | a8 negres torre · b8 negres cavall · d8 negres dama · f8 negres torre · g8 negres rei · a7 negres peó · b7 negres alfil · c7 negres peó · d7 negres peó · f7 negres peó · g7 negres peó · h7 negres peó · b6 negres peó · e6 negres peó · g5 blanques cavall · c4 blanques peó · d4 blanques peó · c3 negres cavall · g3 blanques peó · a2 blanques peó · b2 blanques peó · c2 blanques dama · e2 blanques peó · f2 blanques peó · g2 blanques alfil · h2 blanques peó · a1 blanques torre · e1 blanques rei · h1 blanques torre | a8 negres torre · b8 negres cavall · d8 negres dama · f8 negres torre · g8 negres rei · a7 negres peó · b7 negres alfil · c7 negres peó · d7 negres peó · f7 negres peó · g7 negres peó · h7 negres peó · b6 negres peó · e6 negres peó · g5 blanques cavall · c4 blanques peó · d4 blanques peó · c3 negres cavall · g3 blanques peó · a2 blanques peó · b2 blanques peó · c2 blanques dama · e2 blanques peó · f2 blanques peó · g2 blanques alfil · h2 blanques peó · a1 blanques torre · e1 blanques rei · h1 blanques torre | a8 negres torre · b8 negres cavall · d8 negres dama · f8 negres torre · g8 negres rei · a7 negres peó · b7 negres alfil · c7 negres peó · d7 negres peó · f7 negres peó · g7 negres peó · h7 negres peó · b6 negres peó · e6 negres peó · g5 blanques cavall · c4 blanques peó · d4 blanques peó · c3 negres cavall · g3 blanques peó · a2 blanques peó · b2 blanques peó · c2 blanques dama · e2 blanques peó · f2 blanques peó · g2 blanques alfil · h2 blanques peó · a1 blanques torre · e1 blanques rei · h1 blanques torre | a8 negres torre · b8 negres cavall · d8 negres dama · f8 negres torre · g8 negres rei · a7 negres peó · b7 negres alfil · c7 negres peó · d7 negres peó · f7 negres peó · g7 negres peó · h7 negres peó · b6 negres peó · e6 negres peó · g5 blanques cavall · c4 blanques peó · d4 blanques peó · c3 negres cavall · g3 blanques peó · a2 blanques peó · b2 blanques peó · c2 blanques dama · e2 blanques peó · f2 blanques peó · g2 blanques alfil · h2 blanques peó · a1 blanques torre · e1 blanques rei · h1 blanques torre | a8 negres torre · b8 negres cavall · d8 negres dama · f8 negres torre · g8 negres rei · a7 negres peó · b7 negres alfil · c7 negres peó · d7 negres peó · f7 negres peó · g7 negres peó · h7 negres peó · b6 negres peó · e6 negres peó · g5 blanques cavall · c4 blanques peó · d4 blanques peó · c3 negres cavall · g3 blanques peó · a2 blanques peó · b2 blanques peó · c2 blanques dama · e2 blanques peó · f2 blanques peó · g2 blanques alfil · h2 blanques peó · a1 blanques torre · e1 blanques rei · h1 blanques torre | a8 negres torre · b8 negres cavall · d8 negres dama · f8 negres torre · g8 negres rei · a7 negres peó · b7 negres alfil · c7 negres peó · d7 negres peó · f7 negres peó · g7 negres peó · h7 negres peó · b6 negres peó · e6 negres peó · g5 blanques cavall · c4 blanques peó · d4 blanques peó · c3 negres cavall · g3 blanques peó · a2 blanques peó · b2 blanques peó · c2 blanques dama · e2 blanques peó · f2 blanques peó · g2 blanques alfil · h2 blanques peó · a1 blanques torre · e1 blanques rei · h1 blanques torre | a8 negres torre · b8 negres cavall · d8 negres dama · f8 negres torre · g8 negres rei · a7 negres peó · b7 negres alfil · c7 negres peó · d7 negres peó · f7 negres peó · g7 negres peó · h7 negres peó · b6 negres peó · e6 negres peó · g5 blanques cavall · c4 blanques peó · d4 blanques peó · c3 negres cavall · g3 blanques peó · a2 blanques peó · b2 blanques peó · c2 blanques dama · e2 blanques peó · f2 blanques peó · g2 blanques alfil · h2 blanques peó · a1 blanques torre · e1 blanques rei · h1 blanques torre | 4 |
| 3 | a8 negres torre · b8 negres cavall · d8 negres dama · f8 negres torre · g8 negres rei · a7 negres peó · b7 negres alfil · c7 negres peó · d7 negres peó · f7 negres peó · g7 negres peó · h7 negres peó · b6 negres peó · e6 negres peó · g5 blanques cavall · c4 blanques peó · d4 blanques peó · c3 negres cavall · g3 blanques peó · a2 blanques peó · b2 blanques peó · c2 blanques dama · e2 blanques peó · f2 blanques peó · g2 blanques alfil · h2 blanques peó · a1 blanques torre · e1 blanques rei · h1 blanques torre | a8 negres torre · b8 negres cavall · d8 negres dama · f8 negres torre · g8 negres rei · a7 negres peó · b7 negres alfil · c7 negres peó · d7 negres peó · f7 negres peó · g7 negres peó · h7 negres peó · b6 negres peó · e6 negres peó · g5 blanques cavall · c4 blanques peó · d4 blanques peó · c3 negres cavall · g3 blanques peó · a2 blanques peó · b2 blanques peó · c2 blanques dama · e2 blanques peó · f2 blanques peó · g2 blanques alfil · h2 blanques peó · a1 blanques torre · e1 blanques rei · h1 blanques torre | a8 negres torre · b8 negres cavall · d8 negres dama · f8 negres torre · g8 negres rei · a7 negres peó · b7 negres alfil · c7 negres peó · d7 negres peó · f7 negres peó · g7 negres peó · h7 negres peó · b6 negres peó · e6 negres peó · g5 blanques cavall · c4 blanques peó · d4 blanques peó · c3 negres cavall · g3 blanques peó · a2 blanques peó · b2 blanques peó · c2 blanques dama · e2 blanques peó · f2 blanques peó · g2 blanques alfil · h2 blanques peó · a1 blanques torre · e1 blanques rei · h1 blanques torre | a8 negres torre · b8 negres cavall · d8 negres dama · f8 negres torre · g8 negres rei · a7 negres peó · b7 negres alfil · c7 negres peó · d7 negres peó · f7 negres peó · g7 negres peó · h7 negres peó · b6 negres peó · e6 negres peó · g5 blanques cavall · c4 blanques peó · d4 blanques peó · c3 negres cavall · g3 blanques peó · a2 blanques peó · b2 blanques peó · c2 blanques dama · e2 blanques peó · f2 blanques peó · g2 blanques alfil · h2 blanques peó · a1 blanques torre · e1 blanques rei · h1 blanques torre | a8 negres torre · b8 negres cavall · d8 negres dama · f8 negres torre · g8 negres rei · a7 negres peó · b7 negres alfil · c7 negres peó · d7 negres peó · f7 negres peó · g7 negres peó · h7 negres peó · b6 negres peó · e6 negres peó · g5 blanques cavall · c4 blanques peó · d4 blanques peó · c3 negres cavall · g3 blanques peó · a2 blanques peó · b2 blanques peó · c2 blanques dama · e2 blanques peó · f2 blanques peó · g2 blanques alfil · h2 blanques peó · a1 blanques torre · e1 blanques rei · h1 blanques torre | a8 negres torre · b8 negres cavall · d8 negres dama · f8 negres torre · g8 negres rei · a7 negres peó · b7 negres alfil · c7 negres peó · d7 negres peó · f7 negres peó · g7 negres peó · h7 negres peó · b6 negres peó · e6 negres peó · g5 blanques cavall · c4 blanques peó · d4 blanques peó · c3 negres cavall · g3 blanques peó · a2 blanques peó · b2 blanques peó · c2 blanques dama · e2 blanques peó · f2 blanques peó · g2 blanques alfil · h2 blanques peó · a1 blanques torre · e1 blanques rei · h1 blanques torre | a8 negres torre · b8 negres cavall · d8 negres dama · f8 negres torre · g8 negres rei · a7 negres peó · b7 negres alfil · c7 negres peó · d7 negres peó · f7 negres peó · g7 negres peó · h7 negres peó · b6 negres peó · e6 negres peó · g5 blanques cavall · c4 blanques peó · d4 blanques peó · c3 negres cavall · g3 blanques peó · a2 blanques peó · b2 blanques peó · c2 blanques dama · e2 blanques peó · f2 blanques peó · g2 blanques alfil · h2 blanques peó · a1 blanques torre · e1 blanques rei · h1 blanques torre | a8 negres torre · b8 negres cavall · d8 negres dama · f8 negres torre · g8 negres rei · a7 negres peó · b7 negres alfil · c7 negres peó · d7 negres peó · f7 negres peó · g7 negres peó · h7 negres peó · b6 negres peó · e6 negres peó · g5 blanques cavall · c4 blanques peó · d4 blanques peó · c3 negres cavall · g3 blanques peó · a2 blanques peó · b2 blanques peó · c2 blanques dama · e2 blanques peó · f2 blanques peó · g2 blanques alfil · h2 blanques peó · a1 blanques torre · e1 blanques rei · h1 blanques torre | 3 |
| 2 | a8 negres torre · b8 negres cavall · d8 negres dama · f8 negres torre · g8 negres rei · a7 negres peó · b7 negres alfil · c7 negres peó · d7 negres peó · f7 negres peó · g7 negres peó · h7 negres peó · b6 negres peó · e6 negres peó · g5 blanques cavall · c4 blanques peó · d4 blanques peó · c3 negres cavall · g3 blanques peó · a2 blanques peó · b2 blanques peó · c2 blanques dama · e2 blanques peó · f2 blanques peó · g2 blanques alfil · h2 blanques peó · a1 blanques torre · e1 blanques rei · h1 blanques torre | a8 negres torre · b8 negres cavall · d8 negres dama · f8 negres torre · g8 negres rei · a7 negres peó · b7 negres alfil · c7 negres peó · d7 negres peó · f7 negres peó · g7 negres peó · h7 negres peó · b6 negres peó · e6 negres peó · g5 blanques cavall · c4 blanques peó · d4 blanques peó · c3 negres cavall · g3 blanques peó · a2 blanques peó · b2 blanques peó · c2 blanques dama · e2 blanques peó · f2 blanques peó · g2 blanques alfil · h2 blanques peó · a1 blanques torre · e1 blanques rei · h1 blanques torre | a8 negres torre · b8 negres cavall · d8 negres dama · f8 negres torre · g8 negres rei · a7 negres peó · b7 negres alfil · c7 negres peó · d7 negres peó · f7 negres peó · g7 negres peó · h7 negres peó · b6 negres peó · e6 negres peó · g5 blanques cavall · c4 blanques peó · d4 blanques peó · c3 negres cavall · g3 blanques peó · a2 blanques peó · b2 blanques peó · c2 blanques dama · e2 blanques peó · f2 blanques peó · g2 blanques alfil · h2 blanques peó · a1 blanques torre · e1 blanques rei · h1 blanques torre | a8 negres torre · b8 negres cavall · d8 negres dama · f8 negres torre · g8 negres rei · a7 negres peó · b7 negres alfil · c7 negres peó · d7 negres peó · f7 negres peó · g7 negres peó · h7 negres peó · b6 negres peó · e6 negres peó · g5 blanques cavall · c4 blanques peó · d4 blanques peó · c3 negres cavall · g3 blanques peó · a2 blanques peó · b2 blanques peó · c2 blanques dama · e2 blanques peó · f2 blanques peó · g2 blanques alfil · h2 blanques peó · a1 blanques torre · e1 blanques rei · h1 blanques torre | a8 negres torre · b8 negres cavall · d8 negres dama · f8 negres torre · g8 negres rei · a7 negres peó · b7 negres alfil · c7 negres peó · d7 negres peó · f7 negres peó · g7 negres peó · h7 negres peó · b6 negres peó · e6 negres peó · g5 blanques cavall · c4 blanques peó · d4 blanques peó · c3 negres cavall · g3 blanques peó · a2 blanques peó · b2 blanques peó · c2 blanques dama · e2 blanques peó · f2 blanques peó · g2 blanques alfil · h2 blanques peó · a1 blanques torre · e1 blanques rei · h1 blanques torre | a8 negres torre · b8 negres cavall · d8 negres dama · f8 negres torre · g8 negres rei · a7 negres peó · b7 negres alfil · c7 negres peó · d7 negres peó · f7 negres peó · g7 negres peó · h7 negres peó · b6 negres peó · e6 negres peó · g5 blanques cavall · c4 blanques peó · d4 blanques peó · c3 negres cavall · g3 blanques peó · a2 blanques peó · b2 blanques peó · c2 blanques dama · e2 blanques peó · f2 blanques peó · g2 blanques alfil · h2 blanques peó · a1 blanques torre · e1 blanques rei · h1 blanques torre | a8 negres torre · b8 negres cavall · d8 negres dama · f8 negres torre · g8 negres rei · a7 negres peó · b7 negres alfil · c7 negres peó · d7 negres peó · f7 negres peó · g7 negres peó · h7 negres peó · b6 negres peó · e6 negres peó · g5 blanques cavall · c4 blanques peó · d4 blanques peó · c3 negres cavall · g3 blanques peó · a2 blanques peó · b2 blanques peó · c2 blanques dama · e2 blanques peó · f2 blanques peó · g2 blanques alfil · h2 blanques peó · a1 blanques torre · e1 blanques rei · h1 blanques torre | a8 negres torre · b8 negres cavall · d8 negres dama · f8 negres torre · g8 negres rei · a7 negres peó · b7 negres alfil · c7 negres peó · d7 negres peó · f7 negres peó · g7 negres peó · h7 negres peó · b6 negres peó · e6 negres peó · g5 blanques cavall · c4 blanques peó · d4 blanques peó · c3 negres cavall · g3 blanques peó · a2 blanques peó · b2 blanques peó · c2 blanques dama · e2 blanques peó · f2 blanques peó · g2 blanques alfil · h2 blanques peó · a1 blanques torre · e1 blanques rei · h1 blanques torre | 2 |
| 1 | a8 negres torre · b8 negres cavall · d8 negres dama · f8 negres torre · g8 negres rei · a7 negres peó · b7 negres alfil · c7 negres peó · d7 negres peó · f7 negres peó · g7 negres peó · h7 negres peó · b6 negres peó · e6 negres peó · g5 blanques cavall · c4 blanques peó · d4 blanques peó · c3 negres cavall · g3 blanques peó · a2 blanques peó · b2 blanques peó · c2 blanques dama · e2 blanques peó · f2 blanques peó · g2 blanques alfil · h2 blanques peó · a1 blanques torre · e1 blanques rei · h1 blanques torre | a8 negres torre · b8 negres cavall · d8 negres dama · f8 negres torre · g8 negres rei · a7 negres peó · b7 negres alfil · c7 negres peó · d7 negres peó · f7 negres peó · g7 negres peó · h7 negres peó · b6 negres peó · e6 negres peó · g5 blanques cavall · c4 blanques peó · d4 blanques peó · c3 negres cavall · g3 blanques peó · a2 blanques peó · b2 blanques peó · c2 blanques dama · e2 blanques peó · f2 blanques peó · g2 blanques alfil · h2 blanques peó · a1 blanques torre · e1 blanques rei · h1 blanques torre | a8 negres torre · b8 negres cavall · d8 negres dama · f8 negres torre · g8 negres rei · a7 negres peó · b7 negres alfil · c7 negres peó · d7 negres peó · f7 negres peó · g7 negres peó · h7 negres peó · b6 negres peó · e6 negres peó · g5 blanques cavall · c4 blanques peó · d4 blanques peó · c3 negres cavall · g3 blanques peó · a2 blanques peó · b2 blanques peó · c2 blanques dama · e2 blanques peó · f2 blanques peó · g2 blanques alfil · h2 blanques peó · a1 blanques torre · e1 blanques rei · h1 blanques torre | a8 negres torre · b8 negres cavall · d8 negres dama · f8 negres torre · g8 negres rei · a7 negres peó · b7 negres alfil · c7 negres peó · d7 negres peó · f7 negres peó · g7 negres peó · h7 negres peó · b6 negres peó · e6 negres peó · g5 blanques cavall · c4 blanques peó · d4 blanques peó · c3 negres cavall · g3 blanques peó · a2 blanques peó · b2 blanques peó · c2 blanques dama · e2 blanques peó · f2 blanques peó · g2 blanques alfil · h2 blanques peó · a1 blanques torre · e1 blanques rei · h1 blanques torre | a8 negres torre · b8 negres cavall · d8 negres dama · f8 negres torre · g8 negres rei · a7 negres peó · b7 negres alfil · c7 negres peó · d7 negres peó · f7 negres peó · g7 negres peó · h7 negres peó · b6 negres peó · e6 negres peó · g5 blanques cavall · c4 blanques peó · d4 blanques peó · c3 negres cavall · g3 blanques peó · a2 blanques peó · b2 blanques peó · c2 blanques dama · e2 blanques peó · f2 blanques peó · g2 blanques alfil · h2 blanques peó · a1 blanques torre · e1 blanques rei · h1 blanques torre | a8 negres torre · b8 negres cavall · d8 negres dama · f8 negres torre · g8 negres rei · a7 negres peó · b7 negres alfil · c7 negres peó · d7 negres peó · f7 negres peó · g7 negres peó · h7 negres peó · b6 negres peó · e6 negres peó · g5 blanques cavall · c4 blanques peó · d4 blanques peó · c3 negres cavall · g3 blanques peó · a2 blanques peó · b2 blanques peó · c2 blanques dama · e2 blanques peó · f2 blanques peó · g2 blanques alfil · h2 blanques peó · a1 blanques torre · e1 blanques rei · h1 blanques torre | a8 negres torre · b8 negres cavall · d8 negres dama · f8 negres torre · g8 negres rei · a7 negres peó · b7 negres alfil · c7 negres peó · d7 negres peó · f7 negres peó · g7 negres peó · h7 negres peó · b6 negres peó · e6 negres peó · g5 blanques cavall · c4 blanques peó · d4 blanques peó · c3 negres cavall · g3 blanques peó · a2 blanques peó · b2 blanques peó · c2 blanques dama · e2 blanques peó · f2 blanques peó · g2 blanques alfil · h2 blanques peó · a1 blanques torre · e1 blanques rei · h1 blanques torre | a8 negres torre · b8 negres cavall · d8 negres dama · f8 negres torre · g8 negres rei · a7 negres peó · b7 negres alfil · c7 negres peó · d7 negres peó · f7 negres peó · g7 negres peó · h7 negres peó · b6 negres peó · e6 negres peó · g5 blanques cavall · c4 blanques peó · d4 blanques peó · c3 negres cavall · g3 blanques peó · a2 blanques peó · b2 blanques peó · c2 blanques dama · e2 blanques peó · f2 blanques peó · g2 blanques alfil · h2 blanques peó · a1 blanques torre · e1 blanques rei · h1 blanques torre | 1 |
|   | a | b | c | d | e | f | g | h |   |

El Parany de Monticelli o Trampa de Monticelli és un parany d'obertura dins la defensa Bogo-Índia, anomenat així en honor del GM italià Mario Monticelli, a partir de la partida Monticelli–Ladislav Prokeš, Budapest 1926.
El parany comença amb les jugades
1. d4 Cf6
2. c4 e6
El negre planteja una defensa Índia.
3. Cf3 Ab4+
La jugada que defineix la defensa Bogo-Índia.
4. Ad2 Axd2+
5. Dxd2 b6
6. g3 Ab7
7. Ag2 O-O
8. Cc3 Ce4
9. Dc2 Cxc3
10. Cg5!
(Vegeu el diagrama.)
Les negres de sobte pateixen dues greus amenaces simultànies: 11.Dxh7# seria escac i mat, i 11.Axb7 guanyaria un alfil i una torre. Aparentment, les amenaces són irrefutables i les negres han d'abandonar.
Malgrat les aparences, la llegenda dels escacs José Raúl Capablanca va demostrar, jugant amb negres, que el parany no és definitiu, quan va empatar (amb negres) contra el següent Campió del món Max Euwe a Amsterdam 1931, de la següent manera:

Capablanca respongué amb:
10. ... Ce4!
11. Axe4 Axe4
12. Dxe4 Dxg5
13. Dxa8 Cc6
14. Db7 Cxd4
15. Td1 c5
16. e3 Cc2+
17. Rd2 Df5
18. Dg2 Cb4
19. e4 Df6
20. Rc1 Cxa2+
21. Rb1 Cb4
22. Txd7 Cc6
23. f4 e5
24. Thd1 Cd4
25. Txa7 exf4
26. gxf4 Dxf4
27. Te1 Cf3
28. Te2 Cd4
29. Te1 (½-½).
De tota manera, la dificultat per trobar la continuació correcta, fa que aquest parany segueixi funcionant sovint, contra molts rivals.